# Dhali
Dhali é uma panchayat (vila) no distrito de Coimbatore, no estado indiano de Tamil Nadu.

## Geografia
Dhali está localizada a 10° 30′ N, 77° 10′ L. Tem uma altitude média de 367 metros (1204 pés).

## Demografia
Segundo o censo de 2001,  Dhali  tinha uma população de 6303 habitantes. Os indivíduos do sexo masculino constituem 50% da população e os do sexo feminino 50%. Dhali tem uma taxa de literacia de 59%, inferior à média nacional de 59.5%: a literacia no sexo masculino é de 64% e no sexo feminino é de 54%. Em Dhali, 10% da população está abaixo dos 6 anos de idade.